# Amy Coney Barrett

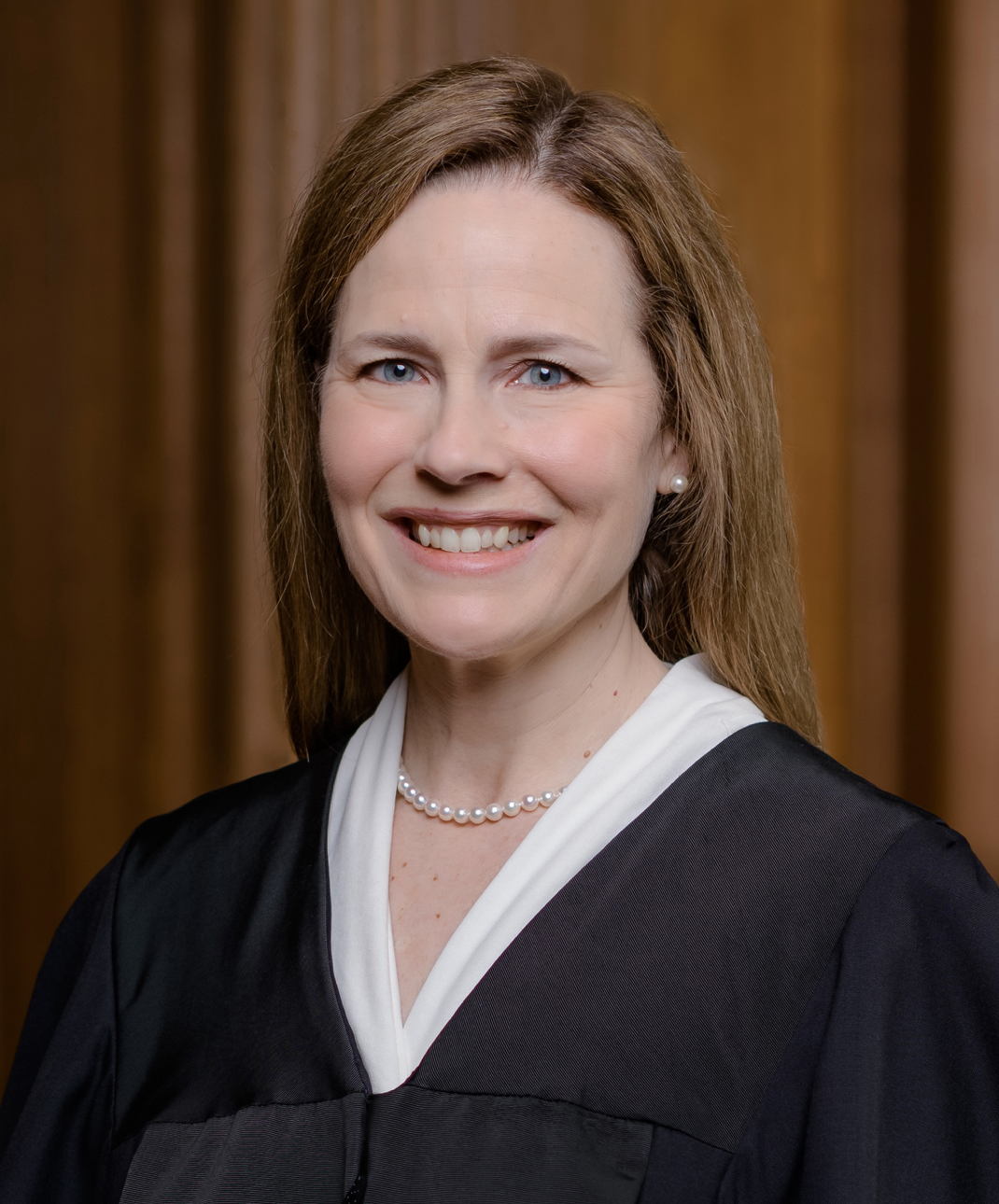
Amy Coney Barrett (2021)

Amy Vivian Coney Barrett (* 28. Januar 1972 in New Orleans, Louisiana) ist eine US-amerikanische Bundesrichterin und seit dem 27. Oktober 2020 die 103. beigeordnete Richterin (engl. Associate Justice) am Obersten Gerichtshof der Vereinigten Staaten.

## Leben

### Werdegang
Barrett wurde 1972 als ältestes von sieben Kindern von Mike und Linda Coney geboren. Ihr Vater arbeitete als Anwalt für die Shell Oil Company, ihre Mutter Linda war Hausfrau. Sie wuchs in Metairie auf und besuchte die dortige St. Catherine of Siena Catholic School. Nach ihrem Abschluss 1990 an der St. Mary’s Dominican High School studierte sie Englischsprachige Literatur am Rhodes College, einem privaten Liberal Arts College in Memphis, Tennessee, und erhielt dort 1994 einen Bachelor of Arts magna cum laude. Danach studierte sie an der Law School der University of Notre Dame  im US-Bundesstaat Indiana und erhielt dort 1997 als Klassenerste einen Juris Doctor mit der Auszeichnung summa cum laude.
Anschließend war sie von 1997 bis 1998 als law clerk für Laurence H. Silberman, Bundesrichter am für den District of Columbia zuständigen Bundesberufungsgericht, sowie von 1998 bis 1999 für Antonin Scalia, Beigeordneter Richter am Obersten Gerichtshof der Vereinigten Staaten, tätig. Von 1999 bis 2001 praktizierte sie in der Rechtsanwaltskanzlei Miller, Cassidy, Larroca & Lewin in Washington, D.C., 2002 wurde sie an die University of Notre Dame berufen. Barrett lehrte dort bis 2017, zuletzt als Professorin mit den Schwerpunkten Zivilprozessrecht und Verfassungsrecht. 2017 erfolgte ihre Ernennung zur Richterin am Bundesberufungsgericht für den siebten Gerichtskreis (Illinois, Indiana, Wisconsin), wo sie auf John Daniel Tinder folgte.
Barrett ist Mitglied des American Law Institute und der konservativ-libertären Federalist Society, der auch die fünf anderen als konservativ eingeordneten Oberrichter angehören.

### Richterin am Obersten Gerichtshof der Vereinigten Staaten

#### Nominierung
Amy Coney Barrett wurde am 26. September 2020 von Donald Trump als Nachfolgerin der am 18. September 2020 verstorbenen langjährigen Richterin am Obersten Gerichtshof der Vereinigten Staaten, Ruth Bader Ginsburg, nominiert. Am 26. Oktober 2020 wurde Barrett mit der Mehrheit von 52 gegen 48 Stimmen vom Senat der Vereinigten Staaten bestätigt. Der Richter Clarence Thomas vereidigte Barrett am selben Tag als 103. Richterin des Supreme Court im Weißen Haus mit dem Constitutional Oath. Am Folgetag nahm der Vorsitzende Richter John Roberts den zweiten Judicial Oath ab und sie nahm ihre Tätigkeit als Richterin offiziell auf.
Amy Coney Barrett ist nach Neil Gorsuch und Brett Kavanaugh die dritte Person, deren Richterkandidatur auf die Vorschlagsliste der Federalist Society zurückgeht, die Präsident Trump im Jahr 2016 von deren Ko-Vorsitzendem Leonard Leo vorgelegt worden war. Barrett gelangte kurz nach ihrer Bestätigung als Berufungsrichterin 2017 auf Trumps Liste potenzieller Kandidaten für den Obersten Gerichtshof. Nach Anthony Kennedys Rücktritt wurde im Juli 2018 bekannt gegeben, dass Barrett neben den Richtern Raymond Kethledge und Brett Kavanaugh, der schließlich gewählt wurde, einer der drei vom Präsidenten in Betracht gezogenen Finalisten war. Obwohl Trump Barrett angeblich schätzte, war er über ihren Mangel an Erfahrung im wirtschaftlichen Bereich besorgt. Innerhalb der Republikanischen Partei genoss Barrett bei den Sozialkonservativen ein hohes Ansehen, während sie in der Demokratischen Partei mit großer Skepsis betrachtet wurde.
Nach Kavanaughs Ernennung wurde Barrett weiterhin als eine von Trumps Kandidatinnen für einen künftigen freien Sitz am Obersten Gerichtshof angesehen. Laut internationalen Medienberichten sagte Trump, er habe den Sitz der Richterin Ruth Bader Ginsburg für Barrett „reserviert“, falls Ginsburg in den Ruhestand treten oder während seiner Präsidentschaft sterben sollte. Nach Ginsburgs Tod am 18. September 2020 wurde Barrett sogleich als eine Favoritin für deren Nachfolge am Gerichtshof vorgestellt.
Gegner ihrer Nominierung aus der Frauenbewegung warnen vor allem vor ihren „gefährlich antiquierten Ansichten in reproduktiven Fragen“ und der Möglichkeit, dass Barrett einer höchstgerichtlichen Revision des amerikanischen Abtreibungsrechts zustimmen könnte, was sich im Juni 2022 auch bewahrheitete. In der Anhörung Barretts vor dem Judiciary Committee des Senats äußerten Senatoren der Demokratischen Partei Bedenken, dass sie die entscheidende Stimme bei einer zukünftigen Entscheidung über den Affordable Care Act sein könnte, dessen Abschaffung von der Republikanischen Partei angestrebt wird. Sie hatte 2017 in einem Aufsatz den obersten Richter John Roberts kritisiert, der 2012 mit den liberalen Richtern des Supreme Courts gestimmt und damit verhindert hatte, dass das Gesetz als verfassungswidrig aufgehoben wurde.
Am 26. Oktober 2020 bestätigte der Senat mit einer Mehrheit von 52 zu 48 Stimmen die Nominierung Barretts für den Obersten Gerichtshof. Bis auf Susan Collins (Maine) stimmten die republikanischen Senatoren geschlossen für Barrett. Collins stimmte zusammen mit allen Senatoren der Demokratischen Partei gegen Barrett. Kurz darauf legte Barrett ihren Amtseid ab. Mit ihrer Amtseinführung verschob sich das Verhältnis der konservativen gegenüber den liberalen Richtern am Obersten Gericht auf 6 zu 3.

#### Rechtsprechung
Die erste von ihr verfasste Entscheidung war United States Fish and Wildlife Service v. Sierra Club. Der Fall von 2021 drehte sich um die Fragestellung, ob eine Bundesbehörde nach dem Freedom of Information Act auch interne Entwürfe für eine später öffentlich gemachte Entscheidung herausgeben muss. Barrett und sechs weitere Richter, darunter auch einer von der liberalen Seite, kamen zum Ergebnis, dass die Vorbereitung einer Entscheidung durch das Prinzip Deliberative process privilege geschützt ist und im konkreten Fall auch die Voraussetzungen dafür vorlagen. Die beiden liberalen Richter Breyer und Sotomayor erkannten das Prinzip an, hielten aber die strittigen Dokumente nicht mehr für vorbereitend, sondern bereits aus der unmittelbaren Entscheidungsphase.

### Familie und Konfession

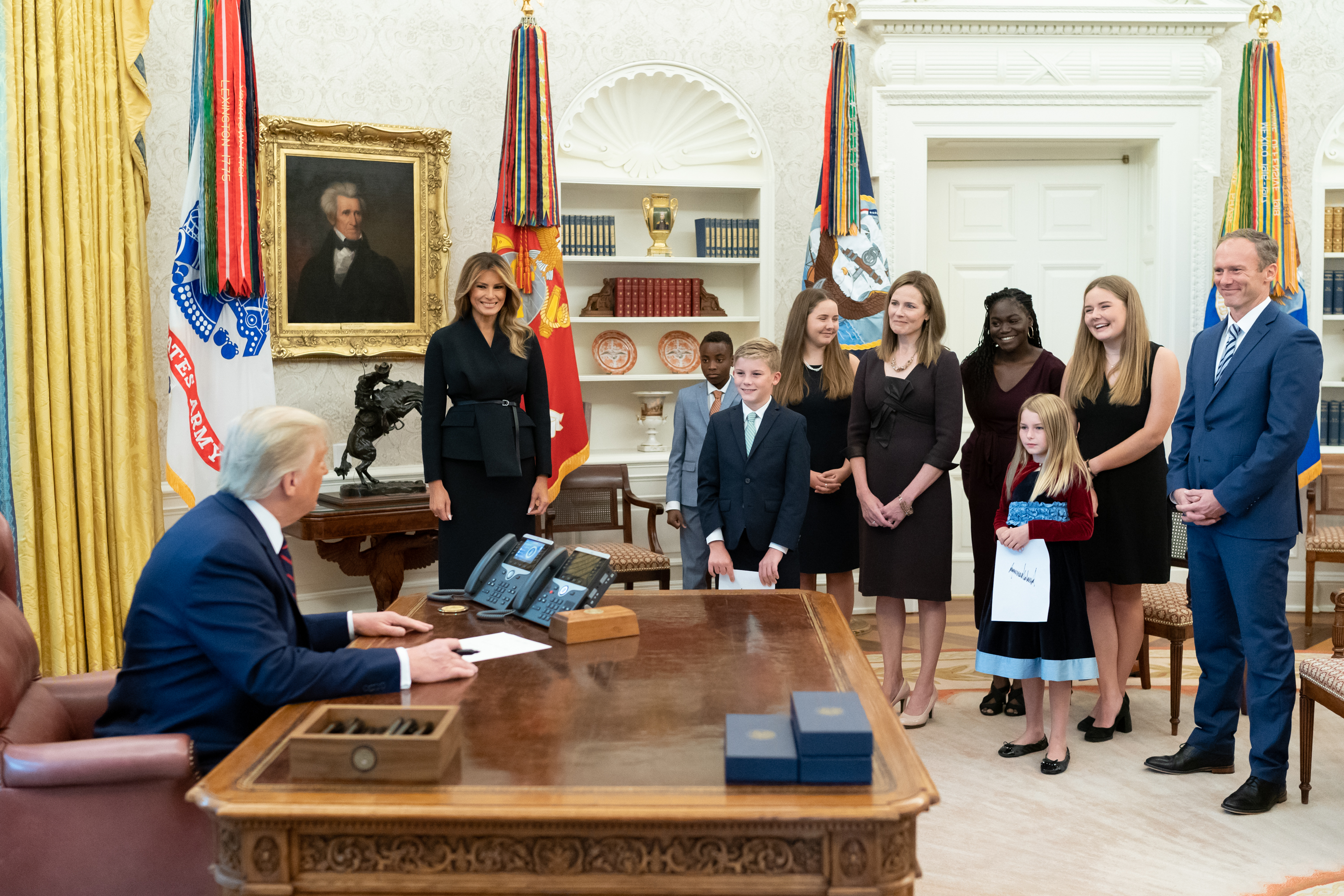
Ehepaar Barrett mit sechs seiner Kinder und Ehepaar Trump am 26. September 2020 bei der Nominierung

Barrett ist seit 1999 mit dem Rechtsanwalt Jesse M. Barrett verheiratet, der ebenfalls Absolvent der Notre Dame Law School ist. Ihr Ehemann war Assistant United States Attorney im United States District Court for the Northern District of Indiana in South Bend (Indiana), wo das Ehepaar lebt, und ist heute als Partner bei einer privaten Anwaltskanzlei tätig. Das Ehepaar hat sieben Kinder, darunter zwei ursprünglich aus Haiti stammende Adoptivkinder. Eines ihrer leiblichen Kinder hat das Down-Syndrom.
Amy Barrett ist römisch-katholischen Glaubens und wird der religiösen Rechten zugerechnet. Gemeinsam mit ihrem Ehemann gehört sie einer wenig bekannten charismatischen Splittergruppe an, der neuen geistlichen Gemeinschaft „People of Praise“ (etwa: „Volk des Lobpreises“). Die Gruppe besteht mehrheitlich aus Katholiken, praktiziert aber auch Zungenrede und Geisttaufen. Die etwa 1800 erwachsenen Mitglieder leben in den USA und in der Karibik und legen Gehorsamsversprechen gegenüber geistlichen Anleitern ab. Die Führungsgruppe ist männlich geprägt und der Mann wird als Oberhaupt der Familie betrachtet. Vorehelicher Geschlechtsverkehr, gleichgeschlechtliche Ehe und nichteheliche Lebensgemeinschaften werden als unbiblisch abgelehnt. Auskünfte über ihre Mitglieder gibt die Gemeinschaft nicht.

## Juristische Positionen
Sie wird sowohl der Schule des Textualismus als auch des Originalismus zugerechnet – die beide als „biegsam und manipulierbar“ kritisiert werden – und insbesondere der grammatisch-historischen Methode des Originalismus, der zufolge die US-amerikanische Verfassung und Gesetze auch heute noch so ausgelegt werden sollen, wie sie von den damaligen Zeitgenossen bei ihrer Entstehung mutmaßlich verstanden wurden. Diese Richtung vertrat auch ihr 2016 verstorbener Mentor Antonin Scalia, der, wie Barrett, der Federalist Society angehörte. Aus Sicht der konservativen Juristenvereinigung mit fast 70.000 Mitgliedern sollten Richter keinesfalls im Wege der richterlichen Rechtsfortbildung neue Rechte schaffen, die dem Wortlaut der geschriebenen Verfassung ursprünglich nicht zu entnehmen waren.
Insbesondere in den umstrittenen Rechtsgebieten Waffenrecht, Abtreibungsrecht und Einwanderungsrecht vertrat Barrett als Bundesrichterin dezidiert konservative Positionen. Joshua Fischman und Kevin Cope von der University of Virginia School of Law analysierten 1.716 Fälle, die der 7th U.S. Circuit Court of Appeals seit der Ernennung Barretts im Jahr 2017 verhandelt hatte, darunter 378 Fälle, in denen sie an der Entscheidung beteiligt war. Obwohl sie laut Analyse die konservativste der derzeit am Gericht befindlichen Richter war, war Barrett statistisch nicht von den drei anderen von Trump ernannten Richtern und drei von anderen Republikanern ernannten Richtern unterscheidbar. In einem Interview mit FiveThirtyEight sagte Fischman, Barrett sei nicht „off the charts“, sie „stehe im Einklang mit anderen bekannten, angesehenen konservativen Richtern.“ Fischman und Cope stellten fest, dass Barrett in Fällen von Diskriminierung am Arbeitsplatz, Arbeits- und Strafrecht näher an der Mitte des Gerichts liege, in Fällen von Bürgerrechten – eine Kategorie, die die Rechte von Gefangenen, Ansprüche gegen die Regierung und Themen wie Waffenrechte, Stimmrechte und Abtreibungsrechte umfasst – jedoch viel konservativer sei.

### Waffenrecht
In einem Einwand zum Waffenrecht erklärte sie 2019, das Verbot für verurteilte Straftäter, Waffen zu tragen, dürfe sich nicht auf solche beziehen, die keine Gewalttaten begangen haben. Straftäter verlören nicht ihre Rechte der Zweiten Verfassungsänderung, nur weil sie den Status eines Straftäters hätten. Der Staat dürfe nur solchen Personen das Recht nehmen, Waffen zu tragen, die er als gefährlich betrachte.

### Abtreibung
Barrett gilt als strikte Gegnerin der Abtreibung, die sie unter Bezugnahme auf die Lehre der römisch-katholischen Kirche als „immer unmoralisch“ bezeichnet hat und als Bundesrichterin zweimal einzuschränken versuchte. In einem Vortrag an der University of Notre Dame im Januar 2013 anlässlich des 40-jährigen Jahrestags der Entscheidung des Supreme Courts im Fall Roe v. Wade schätzte sie die Wahrscheinlichkeit, dass der Supreme Court diese maßgebliche Entscheidung zum Schwangerschaftsabbruch revidieren werde, als sehr gering ein. Die Debatte müsse sich deshalb darauf fokussieren, ob Abtreibungen mit öffentlichen Geldern finanziert werden sollten. Zusammen mit vier anderen von republikanischen Präsidenten nominierten Richtern hob Barrett im Juni 2022 die Grundsatzentscheidung Roe v. Wade von 1973 auf mit der Begründung, dass das in ihr verankerte Recht auf Abtreibung „von Anfang an ungeheuer falsch“ und die Argumentation im Urteil „außergewöhnlich schwach“ war (Dobbs v. Jackson Women’s Health Organization).

### Einwanderung
In einem Einwand vom Juni 2020 im Fall Wolf v. Cook County wandte sie sich gegen das Urteil eines Berufungsgerichts in Illinois, das Trumps Gesetzesvorlage blockiert hatte, welche es Beamten der Einwanderungsbehörde erlaubt hätte, Immigranten die Aufenthaltserlaubnis zu verweigern, die voraussichtlich Sozialhilfe beanspruchen müssten.

### Todesstrafe
Ihre auf der Haltung der römisch-katholischen Kirche zur Todesstrafe beruhende, ablehnende Position zur Todesstrafe steht im Gegensatz zur Absicht Trumps, auf Bundesebene nach einem 20-jährigen Moratorium wieder Hinrichtungen vornehmen zu lassen. In einem 1998 zusammen mit John H. Garvey verfassten Aufsatz erklärte sie, lehramtstreue katholische Richter müssten sich für befangen erklären, wenn es um die Durchsetzung der Todesstrafe gehe.